# Viktor Mazanov
Viktor Mazanov (n. 8 martie 1947, Moscova, RSFS Rusă, URSS) este un înotător rus, medaliat olimpic. A participat la 3 ediții ale Jocurilor Olimpice (1964, 1968, 1972) în care a câștigat două medalii de argint și o medalie de bronz.